# Craig Anderson (ishockeymålvakt)
Craig Peter Anderson, född 21 maj 1981, är en amerikansk före detta professionell ishockeymålvakt. Han spelade för Chicago Blackhawks, Florida Panthers, Colorado Avalanche, Ottawa Senators, Washington Capitals och Buffalo Sabres i National Hockey League (NHL). Han är en av 39 målvakter som vunnit fler än 300 matcher under sin karriär.
Han draftades två gånger. Först valdes han som 77:e spelare totalt 1999 av Calgary Flames, sedan som 73:e spelare totalt av Chicago Blackhawks vid NHL Entry Draft 2001.

## Meriter och utmärkelser
| Merit                          | År   |
| OHL                            | OHL  |
| ------------------------------ | ---- |
| OHL Goaltender of the Year     | 2001 |
| OHL First All-Star Team        | 2001 |
| NHL                            |      |
| Bill Masterton Memorial Trophy | 2017 |